# Åled
Åled är en tätort i Halmstads kommun i Hallands län, Sverige. Samhället är beläget i Nissandalen drygt en mil nordost om Halmstad, öster om riksväg 26.

## Historia
Orten tillkom i slutet av 1800-talet. Detta till stor del beroende på läget vid Ålängsvägen (vägen öster om Nissan), tillkomsten av en bro över Nissan och järnvägens utbyggnad. Dessutom fanns en närhet till Enslövs kyrkby, kyrka och skola. Namnet Åled kommer från den plats där ån Nissan hade ett led, en krök. Där låg torpet Åled.
En första träbro över Nissan vid Åled, Enslövs tullbro, uppfördes 1852. Öster om ån byggdes en brostuga som inrymde krog med husrum. En ny bågbro i stål stod färdig 1907 och användes fram till 1978 då nuvarande bro invigdes.
Under senare delen av 1800-talet byggdes järnvägslinjen Halmstad-Nässjö, som i sin helhet stod färdig 1882. Redan 1877 invigdes stationen i Åled, som då kallades Enslöf. Den bestod först av en vaktstuga. Efter några år försågs vaktstugan med en vinkelbyggnad och stationens namn ändrades till Åled. I vaktstugan låg även poststationen. Godsmagasin uppfördes 1889. Ett nytt stationshus byggdes 1920. Järnvägen blev en livsnerv i ett växande samhälle. I början av 1900-talet avstyckades ett större antal tomter och många egna hem kunde uppföras. Under denna tid öppnade flera affärer och småindustrier etablerade sig liksom en del hantverkare. Senare tillkom även bank och bibliotek.
Under 1960- och 1970-talen växte samhället kraftigt genom att ett stort antal villor uppfördes liksom ett mindre antal flerbostadshus.
I ortens östra del ligger kyrkbyn Enslöv med Enslövs kyrka, församlingshem och en före detta prästgård. Där uppfördes 1867 ortens första skola, Enslövs skola. År 1954 uppfördes en ny skolbyggnad i två våningar. Efterhand blev denna en låg- och mellanstadieskola, som benämndes Enslövsskolan. Efter en stor renovering och utbyggnad 2014 kallas den för Åledsskolan. Där ligger även en kommunal förskola.
Väster om kyrkan uppfördes 1901 ett hem för äldre, ett fattighus, senare kallat Birkagårdens ålderdomshem. En del av huset användes även som kommunalrum för de i kommunen styrande. Det rummet har även använts som skolsal. Fastigheten används numera som vandrarhem.

### Befolkningsutveckling
| Befolkningsutvecklingen i Åled 1960–2020 | Befolkningsutvecklingen i Åled 1960–2020 | Befolkningsutvecklingen i Åled 1960–2020 | Befolkningsutvecklingen i Åled 1960–2020 | Befolkningsutvecklingen i Åled 1960–2020 |
| ---------------------------------------- | ---------------------------------------- | ---------------------------------------- | ---------------------------------------- | ---------------------------------------- |
|                                          |                                          |                                          |                                          |                                          |
| År                                       |                                          |                                          | Folkmängd                                | Areal (ha)                               |
| 1960                                     | 1960                                     |                                          | 299                                      |                                          |
| 1965                                     | 1965                                     |                                          | 459                                      |                                          |
| 1970                                     | 1970                                     |                                          | 866                                      |                                          |
| 1975                                     | 1975                                     |                                          | 1 109                                    |                                          |
| 1980                                     | 1980                                     |                                          | 1 525                                    |                                          |
| 1990                                     | 1990                                     |                                          | 1 599                                    | 195                                      |
| 1995                                     | 1995                                     |                                          | 1 562                                    | 198                                      |
| 2000                                     | 2000                                     |                                          | 1 498                                    | 198                                      |
| 2005                                     | 2005                                     |                                          | 1 536                                    | 199                                      |
| 2010                                     | 2010                                     |                                          | 1 634                                    | 202                                      |
| 2015                                     | 2015                                     |                                          | 1 690                                    | 187                                      |
| 2020                                     | 2020                                     |                                          | 1 775                                    | 194                                      |
|                                          |                                          |                                          |                                          |                                          |

## Samhället
I ortens centrala del, i dalen kring Nissan, finns livsmedelsbutik, äldreboende, distriktssköterskemottagning, hemvärnsgården och Åleds pizzeria. I närheten ligger även en akvarieaffär samt ortens ena kommunala förskola (i Soldalen). I den nordvästra delen av orten ligger Spånstad med bland annat en bilverkstad, ett gatukök, en föräldrakooperativ förskola (Sandrosen), samt en strutsfarm. 
Nordost om samhället, inte långt från skolan, finns sjön Torsjön med tillhörande badplats. Gröta håla som ligger mellan mataffären och Torsjön är en jättegryta. I utkanten av Åled på norra sidan av Nissan så finns det ett hjorthägn.

### Näringsliv
Åleds största privata arbetsgivare är företaget AB Micropol Fiberoptic som levererar fiberoptiska produkter till militära och civila kunder. Dessutom finns företaget LinSon, aktiva inom arenateknik samt Halmstads Plattvärmeväxlarservice på orten.
En av Sveriges största butiker för akvariefisk och akvarium finns på orten, Åleds Akvarium.

### Älvdalens vård- och arbetshem
År 1938 inrättades i Åled ett hem för flickor med psykiska funktionshinder. Detta i Villa Älvdalen vid Nissans västra strand. Hallands läns landsting köpte Älvdalens vårdhem 1953. Efter renovering  och senare utbyggnad fortsatte driften som vård- och arbetshem för män med psykiska funktionshinder. Ytterligare utbyggnad skedde 1969 med nio villor och 54 boendeplatser. Det nya Vårdhemmet var för både kvinnor och män. Hemmet avvecklades i början av 1990-talet då vårdtagarna överfördes till mindre gruppbostäder.

## Idrott
I anslutning till Åledsskolan har fotbollsklubben Sennans IF sin klubbstuga och träningsplan. 
Åleds Gymnastikförening har gympa och träningspass för både barn och vuxna. 

## Personer från orten
Musikern Göran Fritzson från Gyllene Tider är uppvuxen i Åled.
Film och videoproducent Stefan Rydehed, känd för olika Black Metal dokumentärer https://en.wikipedia.org/wiki/Pure_Fucking_Mayhem, humorserien Knappnytt och lokala sägenprojekt.